# Acentroptera maculata
Acentroptera maculata là một loài bọ cánh cứng trong họ Chrysomelidae. Loài này được miêu tả khoa học năm 1932 bởi Pic.